# Laüs (affluent du gave d'Oloron)
Pour les articles homonymes, voir Laus.
 (janvier 2015).
 (janvier 2016).
Si vous disposez d'ouvrages ou d'articles de référence ou si vous connaissez des sites web de qualité traitant du thème abordé ici, merci de compléter l'article en donnant les références utiles à sa vérifiabilité et en les liant à la section « Notes et références ».
Le Laüs /laus/ est un petit affluent droit du gave d'Oloron, confluant en aval du Layoû, à Navarrenx.

## Géographie
De 10,6 km de longueur, le Laüs naît au nord de Lucq-de-Béarn, draine les Bas d'Ogenne, puis rejoint le quartier Bérérenx pour confluer dans le gave au sud de Navarrenx.

## Départements et communes traversées
Pyrénées-Atlantiques : Lucq-de-Béarn, Ogenne-Camptort, Lay-Lamidou, Dognen, Jasses, Navarrenx.